# Tara Mounsey
Tara Lynn Mounsey (* 12. März 1978 in Concord, New Hampshire) ist eine ehemalige US-amerikanische Eishockeyspielerin. Mounsey war von 1996 bis 2002 Mitglied der Frauen-Eishockeynationalmannschaft der Vereinigten Staaten und wurde mit dieser bei den Olympischen Winterspielen 1998 in Nagano Olympiasiegerin.

## Karriere
Mounsey verbrachte ihre Highschool-Zeit bis 1996 an der Concord High School in ihrer Geburtsstadt Concord und wechselte von dort an die Brown University. Während ihrer fünfjährigen Zeit an der Universität spielte sie dort – neben ihrem Neurochirurgie-Studium – für das Universitätsteam in der ECAC Hockey. Bereits nach ihrem ersten Schuljahr, nach dessen Beendigung sie sowohl zum Rookie of the Year der ECAC als auch Ivy League gewählt worden war, gönnte sich die Verteidigerin eine Auszeit vom Studium. Sie wechselte nach der Weltmeisterschaft 1997, bei der sie mit der Frauen-Eishockeynationalmannschaft der Vereinigten Staaten die Silbermedaille gewann, für eine Spielzeit fest in den US-amerikanischen Eishockeyverband USA Hockey. Mit diesem bereitete sie sich gezielt auf die Olympischen Winterspiele 1998 im japanischen Nagano vor. Beim erstmals ausgetragenen Fraueneishockeyturnier im Rahmen der Winterspiele gewann Mounsey mit der Mannschaft die Goldmedaille.
Daraufhin kehrte die Defensivspielerin zurück an die Brown University, wo sie im Jahr 2001 ihr Studium beendete. Während dieser Zeit war sie zweimal für den Patty Kazmaier Memorial Award nominiert worden und hatte bei der Weltmeisterschaft 1999 eine weitere Silbermedaille mit dem Nationalteam gewonnen. Nach zweijähriger Abstinenz aus dem US-Team erhielt sie zu den Olympischen Winterspielen 2002 im heimischen Salt Lake City einen Platz im Olympiakader und konnte abermals Silber erringen. Im Anschluss daran beendete sie ihre aktive Karriere und widmete sich ihrem Beruf. Sie schloss ein Masterstudium am Boston College als Pfleger ab. Darüber hinaus ist sie als medizinische Koordinatorin der Boston Celtics aus der National Basketball Association tätig.

## Erfolge und Auszeichnungen
- 1997 Silbermedaille bei der Weltmeisterschaft
- 1998 Goldmedaille bei den Olympischen Winterspielen
- 1999 Silbermedaille bei der Weltmeisterschaft
- 2002 Silbermedaille bei den Olympischen Winterspielen